# تفاح سكيمي
تفاح سكيمي[بحاجة لمصدر] (الاسم العلمي:Malus sikkimensis) هو نوع من النباتات يتبع جنس التفاح من الفصيلة الوردية. سمي هذا النوع نسبةً إلى منطقة سيكيم في الهند.